# Liberal demokrati
Liberal demokrati är en statsvetenskaplig term som ibland likställs med den konstitutionella demokratin, ett styrelseskick med representativ demokrati där de folkvaldas politiska makt regleras i grundlagar och lagar och därmed står under rättsväsendet. I begreppet liberal demokrati ingår ofta att grundlagar garanterar individens fri- och rättigheter och reglerar majoritetens makt över minoriteters civila rättigheter.
Rättigheter i grundlagar (även: konstitutioner) inkluderar vanligen rätt till rättssäkerhet, privatliv, egendom och även likhet inför lagen, samt yttrandefrihet, mötesfrihet  och religionsfrihet. Ibland återfinns dessa rättigheter i andra lagar, som de anglosaxiska Statutory law och Case law.
I liberala demokratier strävar politiker ofta efter tolerans och pluralism. Olika sociala och politiska synsätt tillåts samexistera och konkurrera om den politiska makten, som tilldelas olika grupperingar (partier) i allmänna val. 
Termen "liberal" i "liberal demokrati" antyder inte att statsskicket i en sådan demokrati behöver följa den politiska ideologin liberalism. En liberal demokrati kan vara socialistisk, konservativ eller hänförd till andra demokratiska ideologier. Termen liberal demokrati anspelar ofta på rättsligt skydd för medborgerliga rättigheter.
En liberal demokrati kan formas som en konstitutionell republik eller en konstitutionell monarki.
Ibland impliceras strävan efter en mer jämlik resursfördelning i samhället som ett ideal som är inbegripet i eller nära förknippat med liberal demokrati. Jämlikhet är liksom andra politiska värdeord, t.ex. rättvisa, jämställdhet och mångfald, mycket mångtydigt.

## Marxistisk kritik
Borgerlig demokrati är en marxistisk term för en typ av politiskt system ("överbyggnad") i kapitalistiska samhällen. Termen syftar till att peka på hur demokratin är demokrati enbart för minoriteten, och således inte är demokrati utan snarare ett elitstyre. Detta på grund av att liberal demokrati saknar det som inom marxistisk tradition kallas ekonomisk demokrati.
Karl Marx ansåg att den borgerliga demokratin egentligen är en skendemokrati där borgarklassen har den faktiska makten över folket.Jämfört med det tidigare feodalsamhället betraktar marxismen dock borgerlig demokrati som ett historiskt framsteg.